# Křížová cesta (Dobrá Voda u Českých Budějovic)
Křížová cesta v Dobré Vodě u Českých Budějovic se nachází v centru obce v okolí kostela Panny Marie Bolestné. Je chráněna jako nemovitá Kulturní památka České republiky.

## Historie

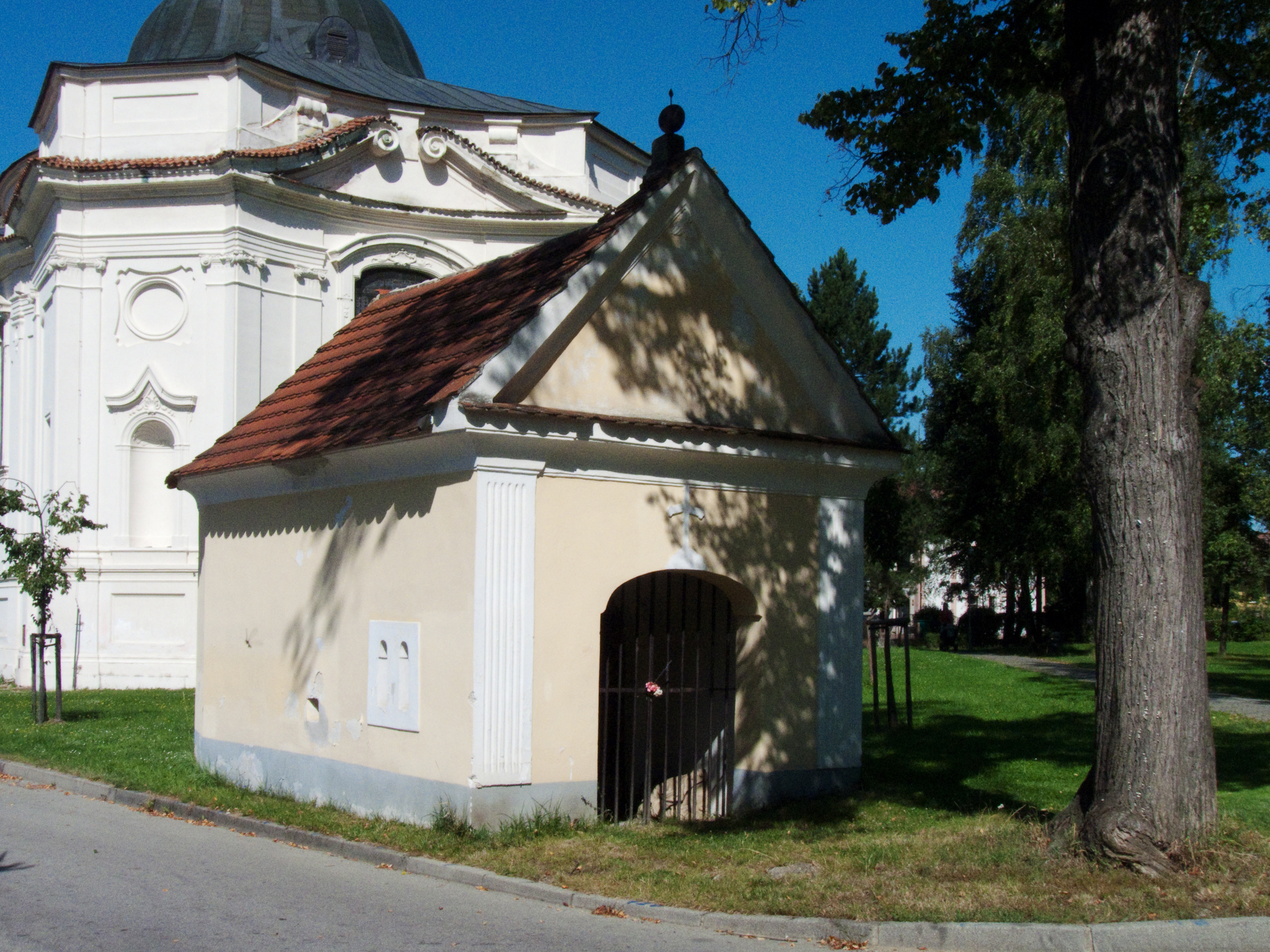
Kaple Božího hrobu, Dobrá Voda

Křížová cesta je tvořena čtrnácti zděnými výklenkovými kaplemi postavenými v letech 1837–1839. Vede okolím kostela Panny Marie Bolestné ulicemi Miloše Zachara, Na stráni, Na Kopečku, Hornická a Požárníků ke kapli Božího hrobu, která stojí za kostelem. Obrazy s pašijovými výjevy ve výklencích byly původně malovány na plechových tabulích. Poprvé byla cesta obnovena roku 1880.
Roku 1996 byla křížová cesta opravena a doplněna moderně pojatými obrazy od akademické malířky Renaty Štolbové z Dobré Vody. V roce 2024 byla křížová cesta obnovena, kapličky byly opraveny a udělala se nová fasáda. Původní obrazy nechala malířka Renata Štolbová nafotit a vytisknout na plech a doplnila je lepeným textilem a barevnými papírky. Přidán byl obraz Vzkříšení a nově byly osazeny kapličky informačními cedulkami.